# Sarah Ulmer (rugby à XV)
Pour les articles homonymes, voir Sarah Ulmer et Ulmer.
Pas d'image ? Cliquez ici

b Matchs officiels uniquement.
 Sarah Ulmer , née le 24 avril 1977 à Regina (Canada), est une joueuse internationale canadienne de rugby à XV, occupant les postes de demi d'ouverture ou de centre.

## Statistiques en équipe nationale
- 38 sélections en équipe du Canada.
- Participation à la Coupe du monde en 2002 et 2006 : 4e place.